# Alphacoronavirus
Alphacoronaviruses (Alpha-CoV) là loài đầu tiên trong bốn chi, Alpha -, Beta-, Gamma- và Deltacoronavirus thuộc phân họ coronavirinae thuộc họ coronaviridae. Các coronavirus là các virut RNA sợi đơn, dương tính, bao gồm cả các loài sinh sống trên loài người và động vật. Trong phân họ này, virus có virion hình cầu với các hình chiếu bề mặt hình gậy và vỏ lõi. Tên này là bắt nguồn từ corona của tiếng Latin, có nghĩa là vương miện, mô tả sự xuất hiện của các hình chiếu nhìn thấy dưới kính hiển vi điện tử giống với corona mặt trời. Chi này chứa những gì trước đây được coi là coronavirus phylogroup 1.
Cả hai dòng Alpha - và Beta-coronavirus đều xuất phát từ nhóm gen loài dơi.